# Axien
Axien is een plaats en voormalige gemeente in de Duitse deelstaat Saksen-Anhalt en maakt deel uit van de gemeente Annaburg in de Landkreis Wittenberg.
Axien telt 557 inwoners.